# アンダーソン静香
アンダーソン静香（Shizuka Anderson、1991年10月30日）は、日本を拠点に活動する日本とカナダのハーフ (混血)のタレント、MC、女優、歌手、YouTuber。 カナダのエドモントン出身

## 作品

### ラジオ
- 「NHK高校講座 Communication英語II」（2018年, NHKラジオ）[3]

### 舞台
- 「ゆめのはぴはぴパレード」ピポンちゃん役（2012年) [4][5]

### アルバム
- 「Benza English Series 1 Original Soundtrack」(Special to Me)　2020年
- 「いっしょに歌おう！えいごのうた」ポニーキャニオン 2016年 [6][7]
- 「いっしょに歌おう！えいごのうた（続）」ポニーキャニオン 2016年

### ナレーション
- 「サンリオ読み聞かせ絵本」英語ナレーター角川書店 2015年 [8]
- 「D23 Expo Japan」アナウンス　東京ディズニーリゾート  2015年

### テレビドラマ
- The Benzaシリーズ2 キャロル役（2021年、Amazonプライム・ビデオ）[9]
- Benza English キャロル役（2020年、Amazonプライム・ビデオ）[10]
- 『えいごのおはなしCBeebies』 ピポンちゃん役 （2015年 キッズステーション)
- 『ピポンザABC』 ピポンちゃん役 （2012年 キッズステーション)[11]

### テレビ番組
- 「J Flicks」ナビゲーター  (2019年から NHKワールドTV)
- 「Journeys in Japan」リポーター (2019年からNHKワールドTV)[12]
- 「東京EXTRA」アシスタントMC (2016年 TBS/YouTube Live)

### DVD
- ピポンザABC！ (2015年) [13]